# Front side bus
 (décembre 2015).
Si vous disposez d'ouvrages ou d'articles de référence ou si vous connaissez des sites web de qualité traitant du thème abordé ici, merci de compléter l'article en donnant les références utiles à sa vérifiabilité et en les liant à la section « Notes et références ».
Pour les articles homonymes, voir FSB.

Schéma de la relation entre le processeur et le northbridge au travers du front side bus.

Le front side bus (FSB), aussi appelé bus système ou bus avant, est le bus informatique qui était utilisé sur les ordinateurs équipés de CPU Intel dans les années 1990 et 2000. Ce bus reliait le processeur au « Northbridge » qui gère les échanges avec les périphériques rapides proches du CPU dont, notamment, la mémoire vive.
Selon l’implémentation, certains ordinateurs peuvent également disposer d’un back-side bus (en) (bus arrière) qui connecte le processeur au cache. Ce bus et le cache qui y est connecté sont plus rapides que l’accès à la mémoire système (ou RAM) via le FSB. La vitesse du FSB est souvent utilisée comme une mesure importante des performances d’un ordinateur.
L’architecture FSB d’origine a été remplacée par HyperTransport dans les processeurs AMD, et par QuickPath Interconnect, Direct Media Interface et récemment par Ultra Path Interconnect dans les processeurs Intel modernes pour ordinateurs personnels.

## Timing
La fréquence du processeur est égale à celle du FSB multipliée par un coefficient propre au processeur (les processeurs modernes ont une vitesse de fonctionnement interne décuplée).

## Évolution de l'architecture
Dans le monde de l'architecture x64, les processeurs AMD à partir de l'Athlon 64 (architecture K8 introduite fin 2003) et certains processeurs Intel de génération Nehalem introduite fin 2008 (les Core i7-9xx) ont abandonné le FSB au profit respectivement de bus HyperTransport chez AMD et des bus QuickPath Interconnect (QPI) et Direct Media Interface (DMI) chez Intel.
Le bus ABMA est utilisé sur la majorité des SoC contenant des processeurs d'architecture ARM ou RISC-V.

## Calcul du débit d'un bus
Un bus est caractérisé, entre autres, par son taux de transfert (débit), c'est-à-dire la quantité d'informations qui peuvent être transmises par unité de temps.
Ce taux de transfert dépend de :
- la fréquence de l'horloge du bus, exprimée en hertz ;
- la « largeur du bus »[b].

La fréquence du bus est définie par sa fréquence (exprimée en hertz), c’est-à-dire le nombre de paquets de données envoyés ou reçus par seconde. On parle de cycle pour désigner chaque envoi ou réception de données. 
La « largeur de bus » est le nombre de bits que le bus peut transmettre simultanément. Cette « largeur de bus » correspond au nombre de lignes physiques du bus sur lesquelles les données sont envoyées de manière simultanée. Par exemple, une nappe de 32 fils de données permet de transmettre 32 bits en parallèle. 
De cette façon, il est possible de connaître le débit maximal du bus (ou taux de transfert maximal), c’est-à-dire la quantité de données qu’il peut transporter par unité de temps, en multipliant sa « largeur de bande » par sa fréquence. 
| Exemple  | Calcul du taux de transfert (débit) d'un bus d’une largeur de 16 bits, cadencé à une fréquence de 133 MHz.                                                                          |
| Solution | {\displaystyle {\text{Taux de transfert}}=16\times (133\times 10^{6})\;{\text{bits/s}}=2\,128\times 10^{6}\;{\text{bits/s}}=266\times 10^{6}\;{\text{octets/s}}=266\;{\text{Mo/s}}} |

## Fréquences FSB, CPU et mémoire
- La fréquence du FSB est sa fréquence d'horloge (fréquence de base) ou sa fréquence de fonctionnement[c]
- La fréquence d'horloge de la mémoire vive dépend de celle du processeur et non de celle du FSB.